# Shinkansen-Baureihe 0
Die Shinkansen-Baureihe 0 (japanisch 新幹線0系電車, Shinkansen 0-kei densha) waren die ersten Triebzüge, die gebaut wurden, um Japans neue Hochgeschwindigkeitsstrecken zu befahren. Aufgrund der großen Werbekampagne in den Anfängen des Shinkansen-Verkehrs wurde das Design der Züge weit über Japan hinaus bekannt.

## Geschichte

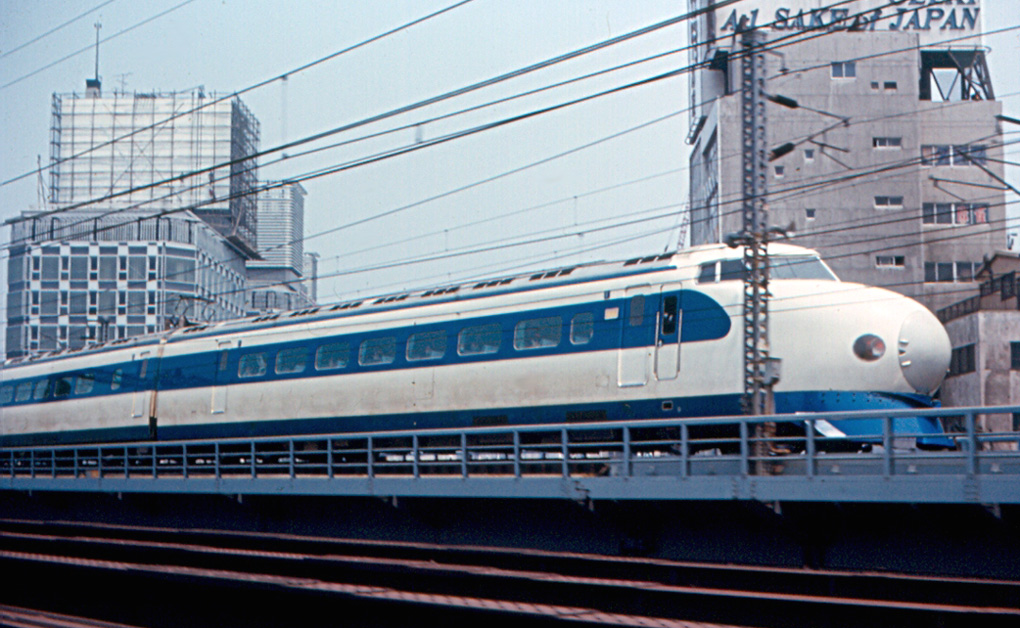
Zug der Baureihe 0 in Tokio (1967)

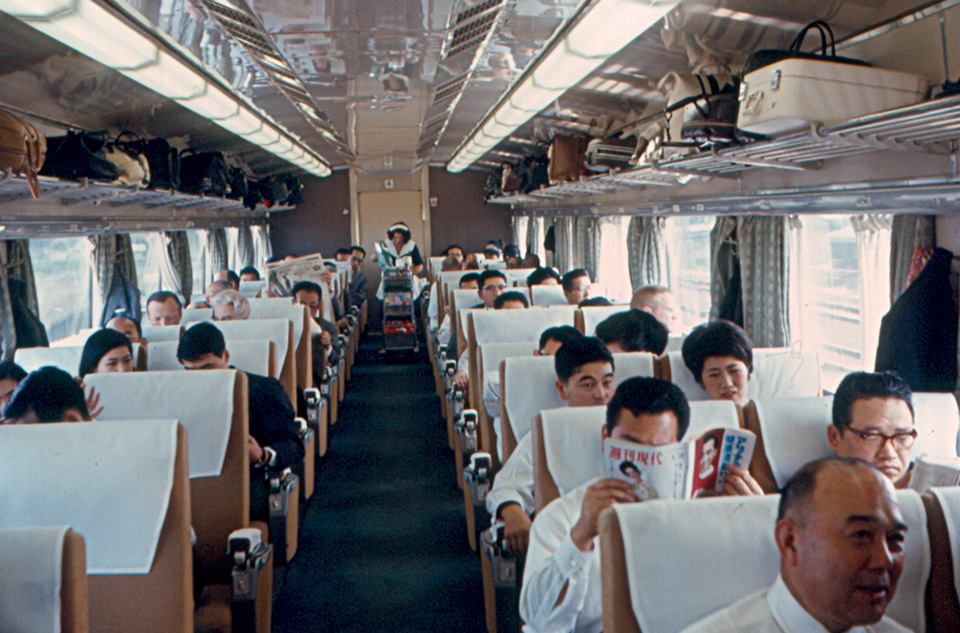
Fahrgastraum der 1. Klasse (1967)

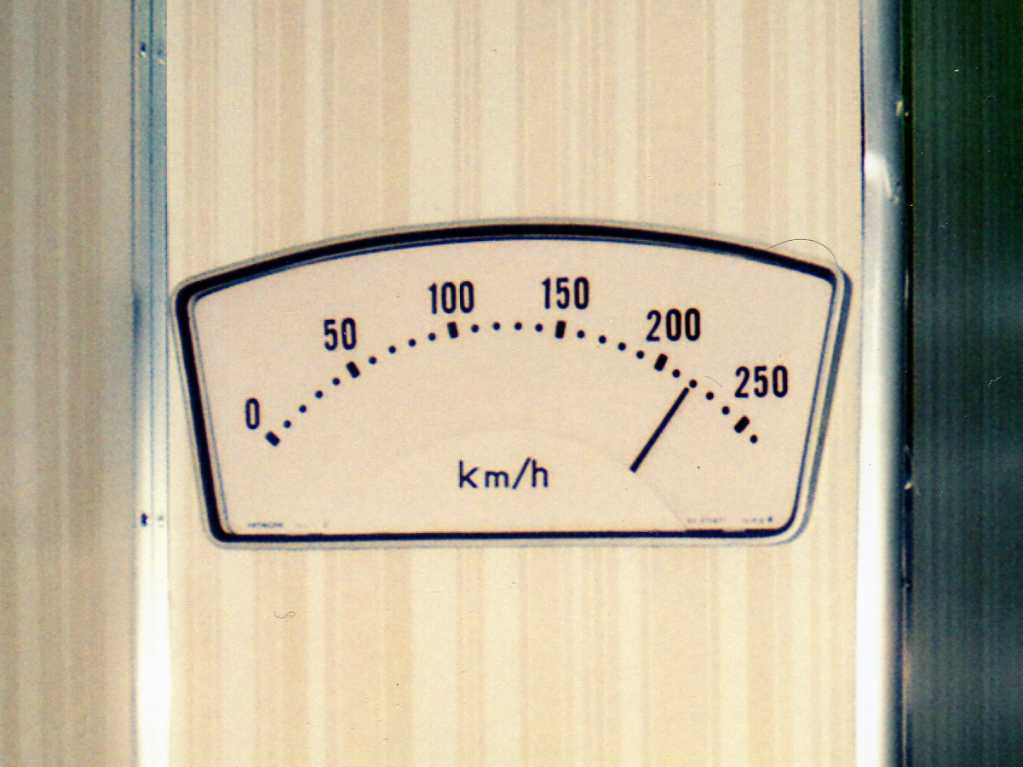
Geschwindigkeitsanzeige im Fahrgastraum

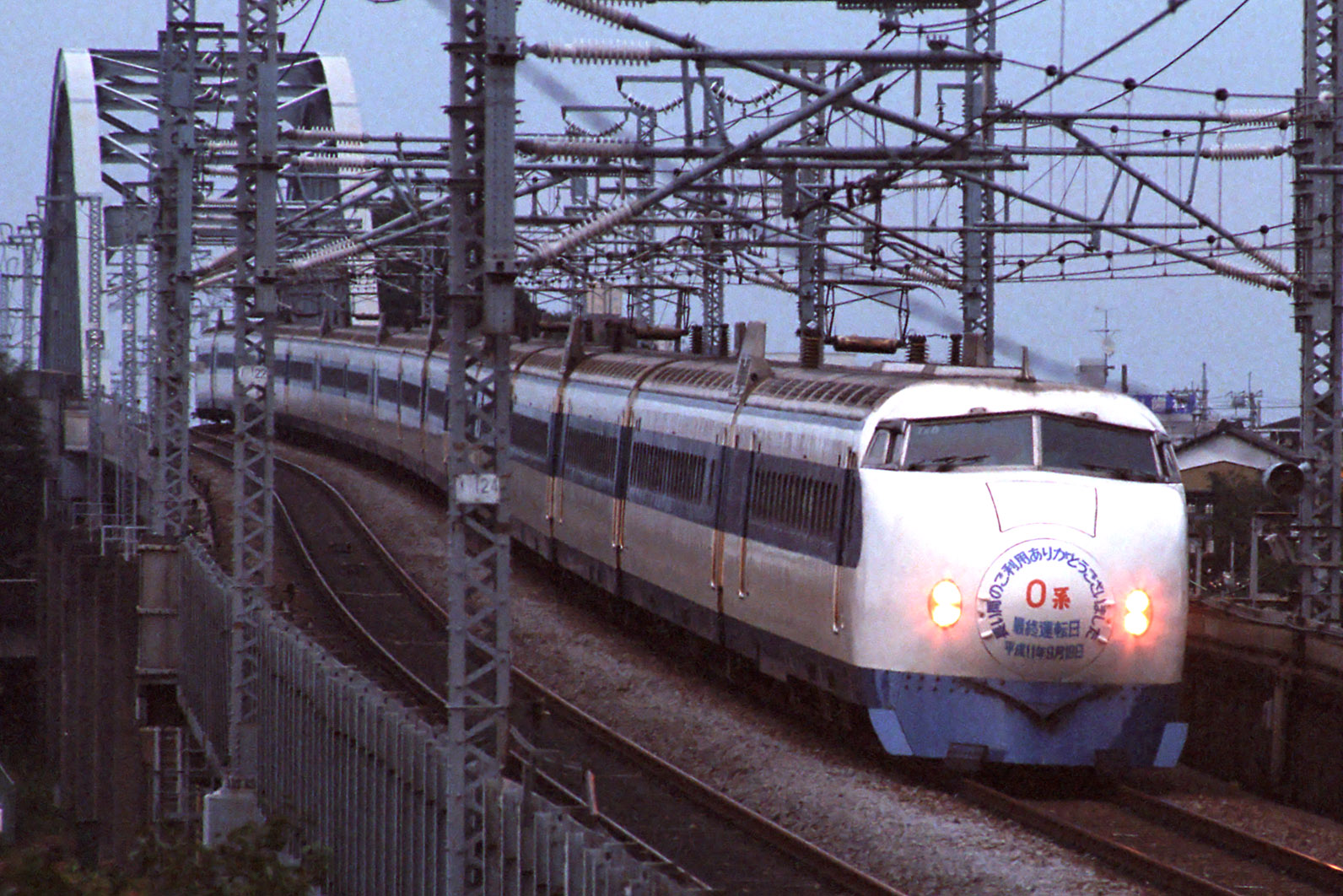
16-Wagen-Zug des Typs YK8 am letzten Einsatztag (19. September 1999)

Die Baureihe 0, welche erst später zur Unterscheidung von anderen Baureihen diese Bezeichnung erhielt, nahm im Jahr 1964 mit der Eröffnung der Tōkaidō-Shinkansen den Dienst auf. Die Züge hatten einen weißen Anstrich mit einem blauen Fensterband und einem blauen Band am Untergestell, das auch den Kopfbereich des Zuges mit dem Bahnräumer umfasste.
Mit einer betrieblichen Höchstgeschwindigkeit von 220 km/h waren sie zur Zeit ihrer Einführung die schnellsten Eisenbahnfahrzeuge weltweit und wurden zum Symbol des wirtschaftlichen Wiederaufstiegs Japans.  Die Züge der Baureihe 0 wurden in den Jahren von 1963 bis 1986 gefertigt.
Anders als vorhergehende japanische Eisenbahnen sind die Shinkansen-Strecken in Normalspur (Spurweite 1435 mm) erbaut. Die Strecken sind mit Einphasen-Wechselstrom 25 kV elektrifiziert. Die Fahrleitung der Tōkaidō-Shinkansen wird mit der Industriefrequenz 60 Hertz versorgt. Die Fahrzeuge der Baureihe 0 wurden ausschließlich für diese Stromversorgung ausgelegt. Jede Achse wurde von einem Wellenstrommotor von 185 kW Leistung angetrieben. Ein Zug zu 14 Wagen bot über 1370 Sitzplätze.
Nach Testfahrten in den Jahren von 1962 bis 1964 mit zwei Shinkansen-Prototypenzügen der Baureihe 1000 (Garnitur A mit zwei Wagen und Garnitur B mit vier Wagen) wurde der dritte Prototypenzug (Garnitur C) als Prototyp der Baureihe 0 produziert. Diese Garnitur hatte sechs Wagen: Einen Speisewagen, einen Wagen der 1. Klasse sowie vier Wagen der 2. Klasse. Nach der Eröffnung der Tokaido-Shinkansen wurde dieser Zug als Baureihe 0 mit 12 Wagen kommerziell eingesetzt. Die Züge der Baureihe 0 wurden in den Jahren von 1964 bis 1986 mit insgesamt 3.216 Wagen in 38 Bauserien gefertigt. Im Jahr 1976 erreichte die maximale Anzahl der Wagen 2.338 mit 99 Zügen für die Hikari-Verbindung, 47 Züge für Kodama-Verbindung und 2 Wagen als Reserve.
In den Jahren von 1964 bis 1971 verkehrte die Baureihe 0 in einem Zugverbund von zwölf Wagen: Zwei Bistrowagen, zwei Wagen der 1. Klasse und acht Wagen der 2. Klasse.  Im Jahr 1969 kamen jedoch auch Züge mit 16 Wagen zum Einsatz. Die Garnituren für Hikari-Verbindung von H-, HN- und N-Varianten hatten zwei 1.-Klasse-Wagen, einen Buffetwagen, einen Speisewagen und zwölf 2.-Klasse-Wagen. Die Garnituren für Kodama-Verbindung von K-Variante hatten einen 1.-Klasse-Wagen, einen oder zwei Buffetwagen und dreizehn oder vierzehn 2.-Klasse-Wagen. In den Jahren von 1985 bis 2008 wurden die Zugeinheiten mit sechs oder auch nur vier Wagen auf weniger frequentierten Strecken der San’yō-Shinkansen eingesetzt. In den Jahren von 1988 bis 2001 hatten einige Garnituren mit zwölf Wagen für San’yō-Shinkansen einen Kinowagen. Diese Züge wurden als West-Hikari bezeichnet und ab 2000 durch Hikari Railstar mit Baureihe 700 ersetzt.
Da die Belastungen, denen ein Shinkansen im normalen Betrieb ausgesetzt ist, sehr groß sind, beträgt die Lebensdauer einer Zugeinheit 15 Jahre; normalerweise kann man bei Zügen von einer Lebensdauer von 30 Jahren ausgehen. Die meisten Fahrzeuge wurden tatsächlich nach 15 Jahren außer Betrieb genommen, so dass zuletzt nur noch wenige im aktiven Einsatz verblieben. Die letzten noch fahrenden Baureihe 0-Züge verkehrten als Kodama-Verbindung auf der San’yō-Shinkansen der JR West und auf der Strecke Shin-Osaka–Hakata. Außerhalb Japans befindet sich ein Kopfteil der Baureihe im National Railway Museum in York. Es wurde dem Museum im Jahr 2001 von der JR West gestiftet.
Anlässlich der endgültigen Außerdienststellung der Baureihe 0 im Jahr 2008 wurden die noch im Dienst befindlichen Züge der JR West wieder – wie die ursprünglich auf der Tōkaidō-Shinkansen eingesetzten – in weiß und blau gestrichen. Am 30. November 2008 wurde die Baureihe 0 zum letzten Mal fahrplanmäßig eingesetzt, am 14. Dezember 2008 fand die letzte Fahrt statt. Ein Zug wurde bereits im August 2008 ins Eisenbahnmuseum Saitama überführt.